# ایشتوان هوشی
ایشتوان هوشی (انگلیسی: István Hevesi; ۲ آوریل ۱۹۳۱ – ۹ فوریهٔ ۲۰۱۸) بازیکن واترپلو اهل مجارستان بود.